# Provodov-Šonov
Provodov-Šonov est une commune du district de Náchod, dans la région de Hradec Králové, en Tchéquie. Sa population s'élevait à 1 199 habitants en 2022.

## Géographie
Provodov-Šonov se trouve à 6 km au sud-ouest de Náchod, à 29 km au nord-est de Hradec Králové et à 125 km à l'est-nord-est de Prague.
La commune est limitée par Studnice et Vysokov au nord, par Náchod à l'est, par Přibyslav au sud-est, par Nové Město nad Metují, Nahořany et Velká Jesenice au sud, et par Česká Skalice à l'ouest.

## Histoire
La première mention écrite de la localité date de 1213.

## Administration
La commune se compose de cinq sections :
- Kleny
- Provodov
- Šeřeč
- Šonov u Nového Města nad Metují
- Václavice

## Galerie

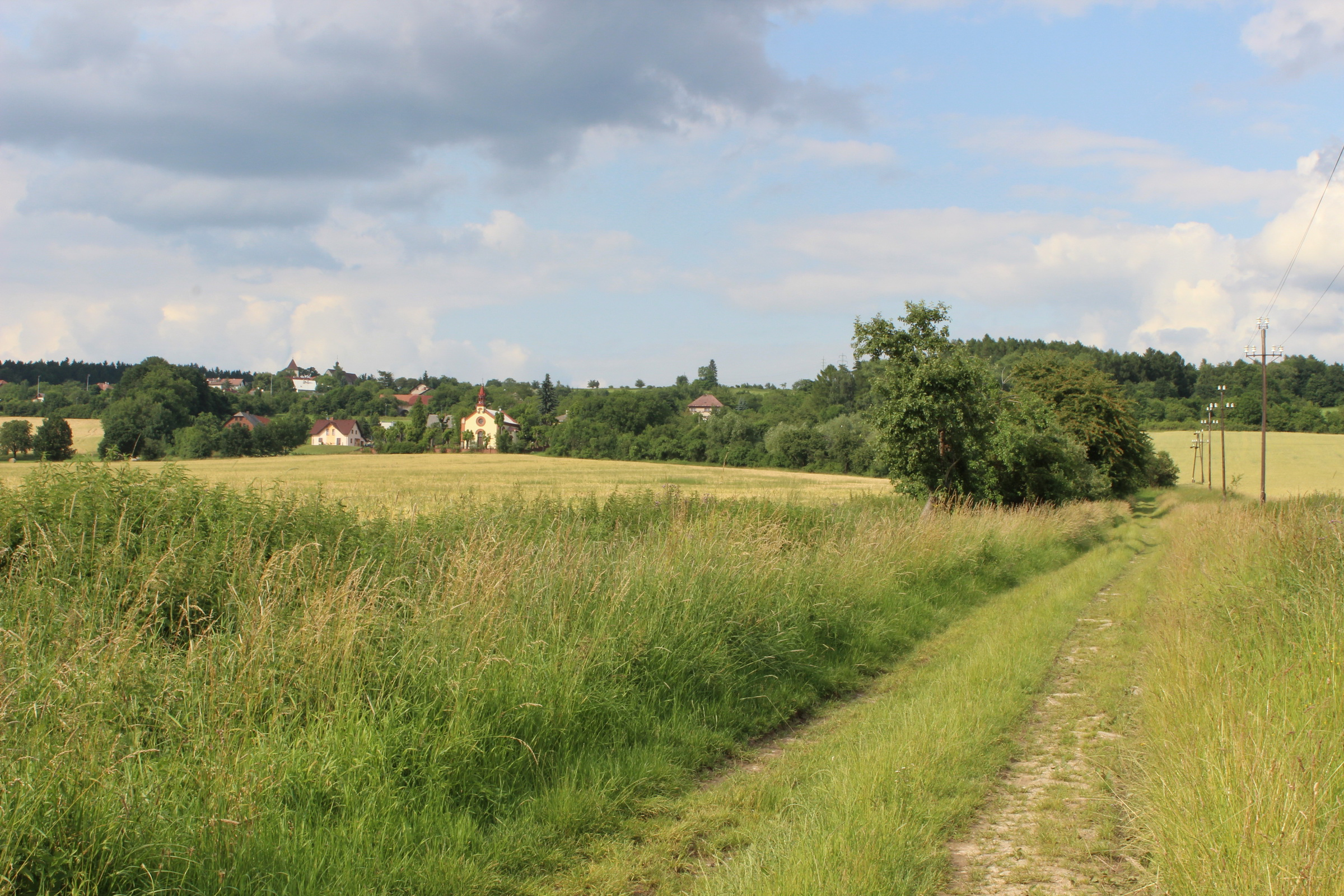
Route à Sonov.
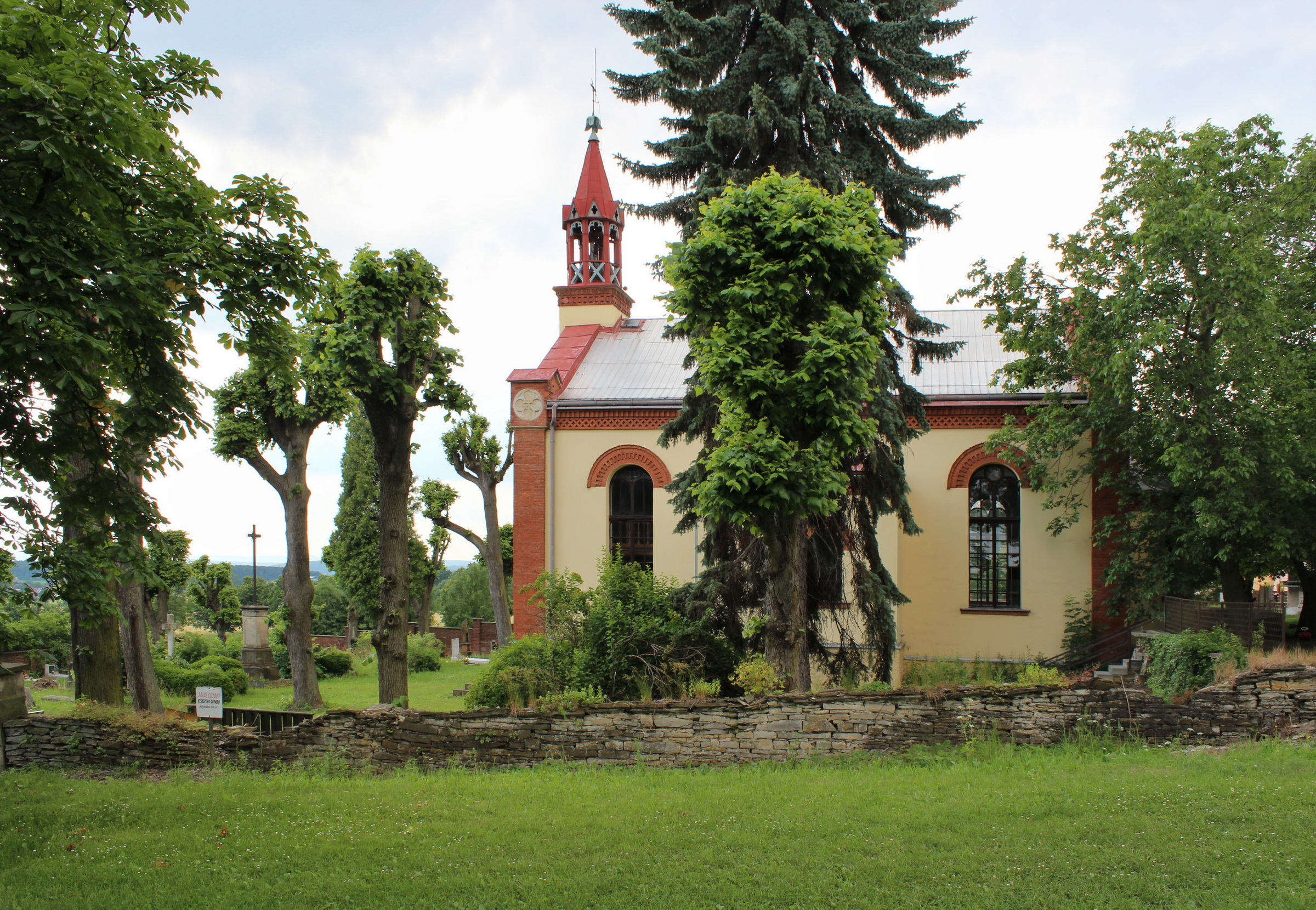
Église évangélique à Sonov.

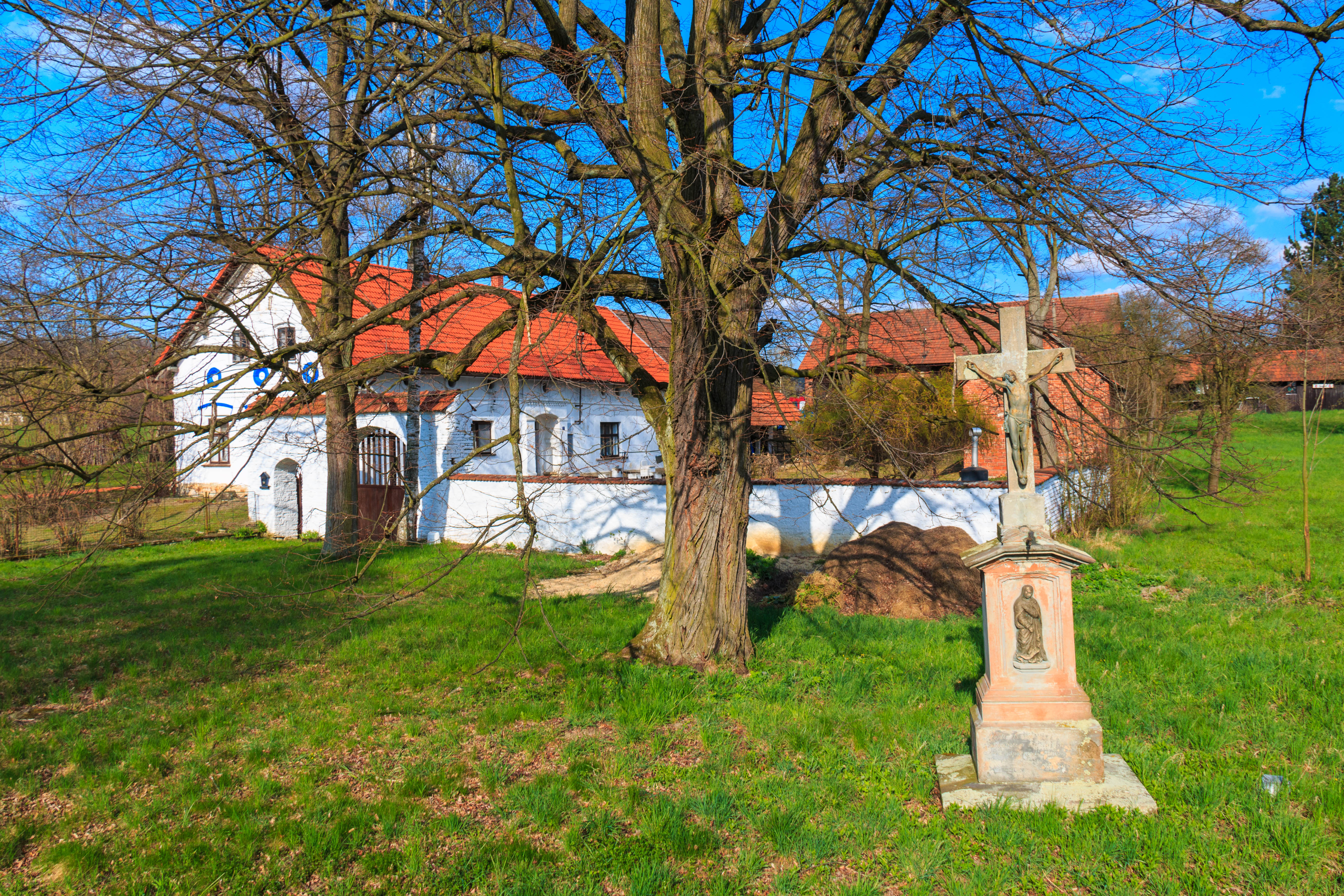
Croix à Šereč.
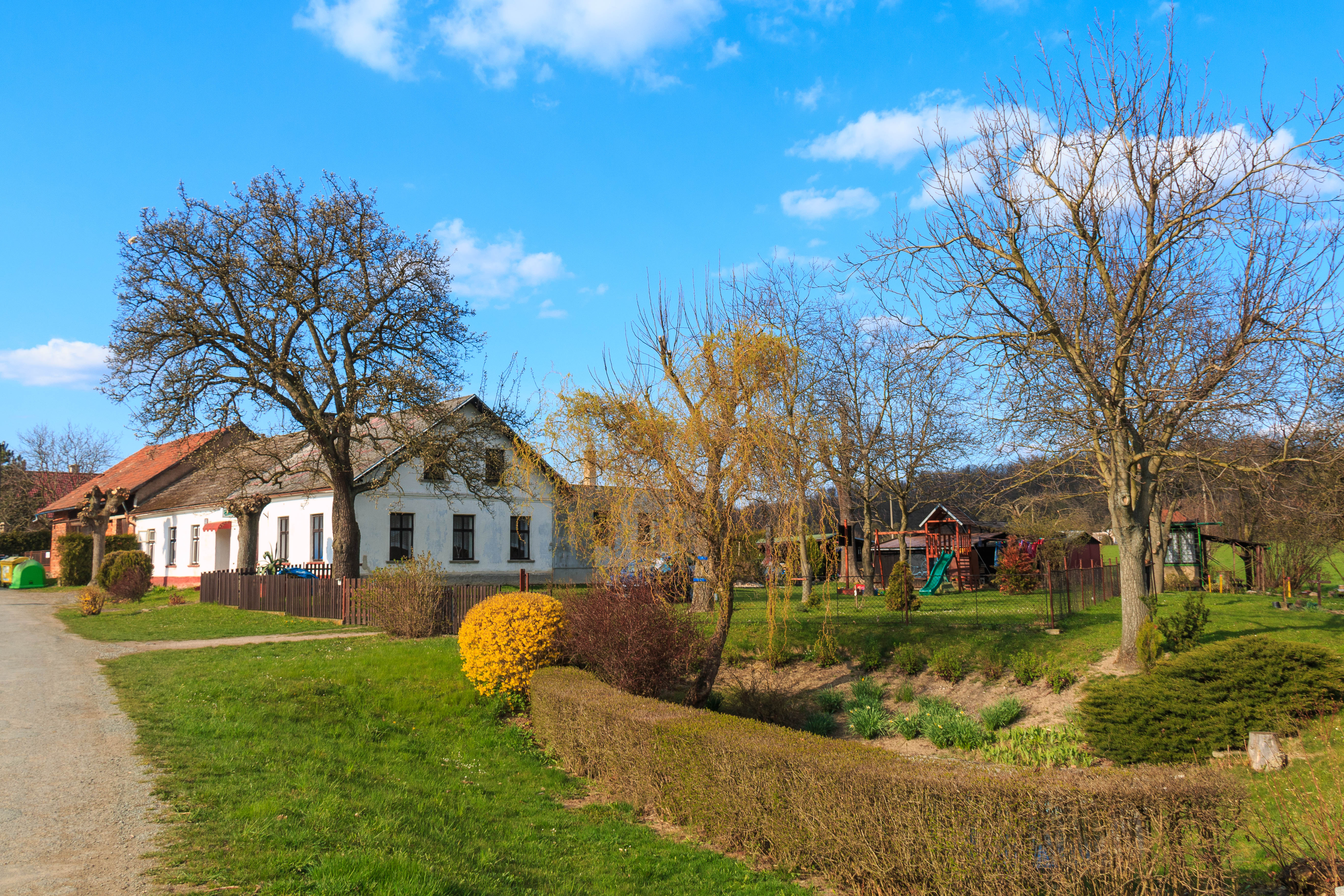
Maisons à Šereč.

## Transports
Par la route, Provodov-Šonov se trouve à 6,5 km de Náchod, à 35 km de Hradec Králové et à 157 km de Prague. 